# Монтанари (лунный кратер)
Кратер Монтанари (лат. Montanari) — большой древний ударный кратер в юго-западной материковой части видимой стороны Луны. Название присвоено в честь итальянского астронома, оптика Джеминиано Монтанари (1633—1687) и утверждено Международным астрономическим союзом в 1935 г. Образование кратера относится к донектарскому периоду.

## Описание кратера
Ближайшими соседями кратера являются кратер Лагалла перекрывающий его северо-западную часть; кратер Вильгельм на севере; кратер Браун примыкающий к юго-восточной части кратера Монтанари и кратер Лонгомонтан на юге. На северо-западе от кратера Монтанари находится Озеро Благоговения. Селенографические координаты центра кратера 45°50′ ю. ш. 20°46′ з. д. / 45,83° ю. ш. 20,76° з. д., диаметр 77,1 км, глубина 2010 м.
Кратер Монтанари практически полностью разрушен за длительное время своего существования. Вал трудно различим на фоне окружающей местности, лучше всего сохранилась восточная часть вала, западная часть вала и чаши перекрыты сателлитным кратером Монтанари D. Дно чаши сравнительно ровное, за исключением южной части покрытой породами выброшенными при образовании кратера Лонгомонтан.

## Сателлитные кратеры
| Монтанари | Координаты                                            | Диаметр, км |
| --------- | ----------------------------------------------------- | ----------- |
| D         | 45°57′ ю. ш. 22°13′ з. д. / 45,95° ю. ш. 22,21° з. д. | 26,5        |
| W         | 44°49′ ю. ш. 18°06′ з. д. / 44,82° ю. ш. 18,1° з. д.  | 6,4         |

## См.также
- Список кратеров на Луне
- Лунный кратер
- Морфологический каталог кратеров Луны
- Планетная номенклатура
- Селенография
- Минералогия Луны
- Геология Луны
- Поздняя тяжёлая бомбардировка